# Julianne Hough
Julianne Alexandra Hough (hʌf; Orem, Utah, 20 de julio de 1988) es una bailarina, coreógrafa, actriz, cantante y compositora estadounidense. Fue dos veces campeona profesional de Dancing with the Stars, de la cadena ABC. Fue nominada para un Primetime Emmy de Artes Creativas en 2007 por Mejor Coreografía en la quinta temporada del programa. Su primer papel principal de actuación fue en la versión de la película Footloose, estrenada en 2011. En septiembre de 2014, Hough se unió a Dancing with the Stars como cuarto juez permanente. Junto con su hermano Derek Hough (que ha ganado seis veces el concurso) y Tessandra Chavez, ganó el Premio Primetime Emmy a la Mejor Coreografía en 2015. En 2016, interpretó a Sandy en la producción de televisión en vivo de Fox Grease.

## Primeros años
Hough nació en Orem, Utah, la más joven de cinco hijos de una familia de los Santos de los Últimos Días (Mormones). Sus padres son Marianne y Bruce Hough, quien fue dos veces presidente del Partido Republicano de Utah. Su hermano, Derek Hough, es también un bailarín profesional. Ella también tiene tres hermanas mayores, Sharee, Marabeth y Katherine. Los cuatro abuelos de Hough eran bailarines. Es además prima segunda de los músicos Riker, Rydel, Rocky y Ross Lynch, de la banda R5, ya que sus abuelas maternas son hermanas.
La educación formal de Hough comenzó en el Estudio de Artes Escénicas de Orem, donde apredió con Josh Murillo, entre otros, bailes de salón latinos; comenzó a bailar competitivamente a los nueve años. En 1999, cuando tenía 10 años, sus padres divorciados la enviaron a ella y a su hermano Derek a Londres para vivir y estudiar con sus entrenadores, Corky y Shirley Ballas. Los Ballas ayudaron a los dos niños de Hough junto con su propio hijo, Mark. Siguiendo los pasos de Derek, se unió a él en la Academia de Artes Teatrales de Italia Conti cuando se abrió una vacante en esa escuela. Allí recibieron formación en canto, teatro, gimnasia y muchas formas de danza, incluyendo jazz, ballet y tap. Los tres niños formaron su propio trío de música pop, llamado 2B1G («2 Boys, 1 Girl»), cuando Hough tenía 12 años. Luego, actuó en competiciones de baile en el Reino Unido y Estados Unidos y estuvieron en un programa de televisión británico. A los 15 años, Julianne Hough se convirtió en la bailarina más joven, y única estadounidense, en ganar tanto el Campeonato Mundial Junior como el Campeonato Internacional Juvenil Latino en el Blackpool Dance Festival. Se mudó de Londres ese año, después de haber sido «maltratada mentalmente y físicamente», dijo, una situación que se intensificó «cuando comencé a golpear la pubertad, cuando empecé a convertirme en una mujer y dejé de ser una niña... Me dijeron que si alguna vez volvía a Estados Unidos, iban a suceder tres cosas. Una: yo iba a valer nada, dos: iba a trabajar en Whataburger y tres: iba a terminar siendo una prostituta. Así que fue como, no puedo volver, tengo que ser esa persona». Después de regresar a Estados Unidos, asistió a la Academia de Las Vegas y a la Alta High School.

## Carrera

### Baile

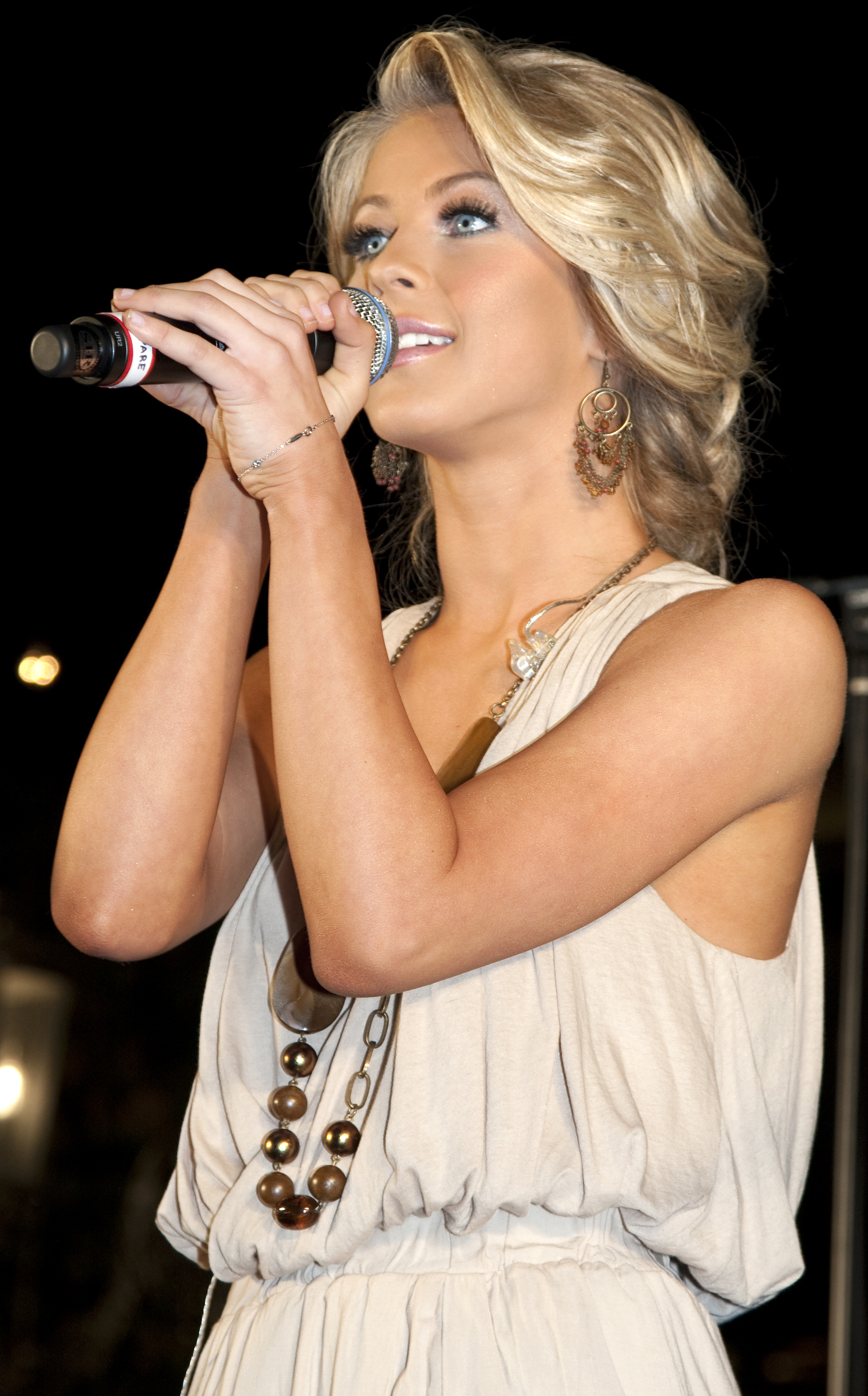
Hough cantando en marzo de 2009.

Hough fue uno de los «Million Dollar Dancers» en el programa de televisión de la ABC de 2006  Show Me the Money. Luego, se unió al elenco de bailarines profesionales de Dancing with the Stars, en la temporada 4, logrando ganar la competencia junto con su pareja, el medallista olímpico de patinaje de velocidad sobre hielo Apolo Anton Ohno. Esto hizo de Hough la bailarina profesional más joven en ganar el programa. En la temporada 5, el 27 de noviembre de 2007, Hough y su pareja, el tres veces campeón del Indianápolis 500 Hélio Castroneves, se convirtieron en los ganadores de la temporada. Hough regresó para la temporada 6, siendo emparejada con el presentador de radio y comediante Adam Carolla, pero fueron eliminados en la semana cuatro. En julio de 2008, Hough fue nominada en los 60° Premios Primetime Emmy en la categoría de "Mejor Coreografía" por su mambo «Para los rumberos» (realizado con su compañero Hélio Castroneves) en Dancing with the Stars.
El 25 de agosto de 2008, el elenco de la temporada 7 fue anunciado, y Hough fue emparejada con el actor de Hannah Montana Cody Linley. Ella sintió dolores abdominales durante su presentación de jitterbug el 27 de octubre de 2008 y fue inmediatamente trasladada a un hospital después de la presentación adicional. Posteriormente se sometió a una cirugía para extraer el apéndice, lo que le hizo perder varias presentaciones; Edyta Śliwińska la reemplazó. Hough regresó al programa luego de su recuperación, aunque la pareja fue finalmente eliminada en la semifinal de la temporada. Apareció en el show de resultados del 12 de noviembre de ese año bailando un jive con la canción «Great Balls of Fire» con su hermano Derek para el concurso Design-A-Dance.
El 20 de noviembre de 2008, Hough le dijo a Ryan Seacrest en su programa de radio que no regresaría a Dancing with the Stars en el futuro previsible, para dedicarse su carrera musical. Sin embargo, regresó para la temporada 8, siendo emparejada con su novio en ese momento, el cantante de country Chuck Wicks. La pareja fue eliminada en la octava semana de la competencia y terminaron en el sexto puesto. El 11 de octubre de 2011, Hough regresó a Dancing with the Stars y bailó dos veces con su coestrella de Footloose Kenny Wormald, así como con su hermano. Regresó otra vez el 15 de mayo de 2012 en un espectáculo de baile para promocionar su película La era del rock. El 7 de octubre de 2013, fue juez invitada en reemplazo de Len Goodman, con lo cual fue la primera vez que un exbailarín profesional volvió al programa para ser juez. En septiembre de 2014, volvió como el cuarto juez permanente del programa.

### Move Live on Tour
El 18 de marzo de 2014, Julianne, junto con su hermano Derek, anunciaron una gira de verano de más de 40 ciudades de los Estados Unidos y Canadá, llamada «Move Live on Tour», que incluiría el baile y el canto de ambos, y la aparición de un grupo de bailarines empleados por los Hough que fueron elegidos a través de audiciones. Se embarcaron en una gira agotada el 25 de mayo de 2014 en Park City, Kansas, y terminaron en Los Ángeles el 26 de julio de 2014. Debido al éxito de la venta de entradas y varios sitios agotados antes de que la gira se iniciara oficialmente, varios más programas se añadieron al calendario de la gira, los cuales también se agotaron. Para la coreografía de la gira, los hermanos Hough colaboraron con Nappytabs.
Tras el éxito de la gira de 2014 y la alta demanda, el Hough's anunció el regreso de «Move Live on Tour» en el verano de 2015. Desde el 12 de junio de 2015 hasta el 8 de agosto de 2015, la gira agotada visitó más de 40 ciudades de Estados Unidos y Canadá, y visitó lugares más grandes que el año anterior. Tabitha y Napoleón D'umo «Nappytabs» regresaron como coreógrafos colaboradores junto a los hermanos Hough. También se realizaron audiciones para reclutar un nuevo grupo de bailarines para unirse a los Hough, aunque algunos bailarines de respaldo del año anterior regresaron.
El 9 de julio de 2016, los Hough llevó a cabo un evento pop-up de fitness gratuito llamado Move Interactive, en Los Ángeles, que anunciaron que sería el primero de muchos por venir. El evento comenzó en Sherman Oaks con una sesión de ejercicios en el Pulse Fitness Studios, dirigido por el entrenador personal de la celebridad y el propietario, Mark Harari. Los participantes tomaron parte en una carrera de 2 millas a lo largo de Ventura Boulevard, antes de terminar con una clase de gimnasia de baile de JustDance en Los Ángeles. Según Hough, la motivación detrás del evento fue «traer la salud, el amor, la comunidad y la interacción humana a nuestra vida cotidiana». La semana siguiente, el 14 de julio, los Hough realizaron un segundo evento gratuito Move Interactive en Fryman Canyon, Los Ángeles, que incluyó una caminata y ejercicios de construcción de equipos.
El 14 de diciembre de 2016 anunciaron a través de las redes sociales que comenzarían una nueva gira, MOVE BEYOND Live on Tour, en 2017.

### Música
El primer sencillo country de Hough, «Will You Dance With Me», fue lanzada en iTunes y Wal-Mart en mayo de 2007 para recaudar fondos para la Cruz Roja Americana. La canción alcanzó el puesto número 100 en la lista Billboard Pop 100. Más tarde, firmó con la división Mercury Nashville de Universal Music Group Nashville.
Su álbum debut homónimo fue grabado en Nashville y producido por David Malloy, quien anteriormente trabajó con Reba McEntire y Eddie Rabbitt, entre otros. El álbum de Hough, que fue recibido con críticas mixtas, debutó en el puesto número uno en la lista Top Country Albums el 31 de mayo y también alcanzó el puesto 3 en el Billboard 200. El segundo sencillo de Hough, y el primero en ser lanzado en radios country, fue «That Song in My Head».

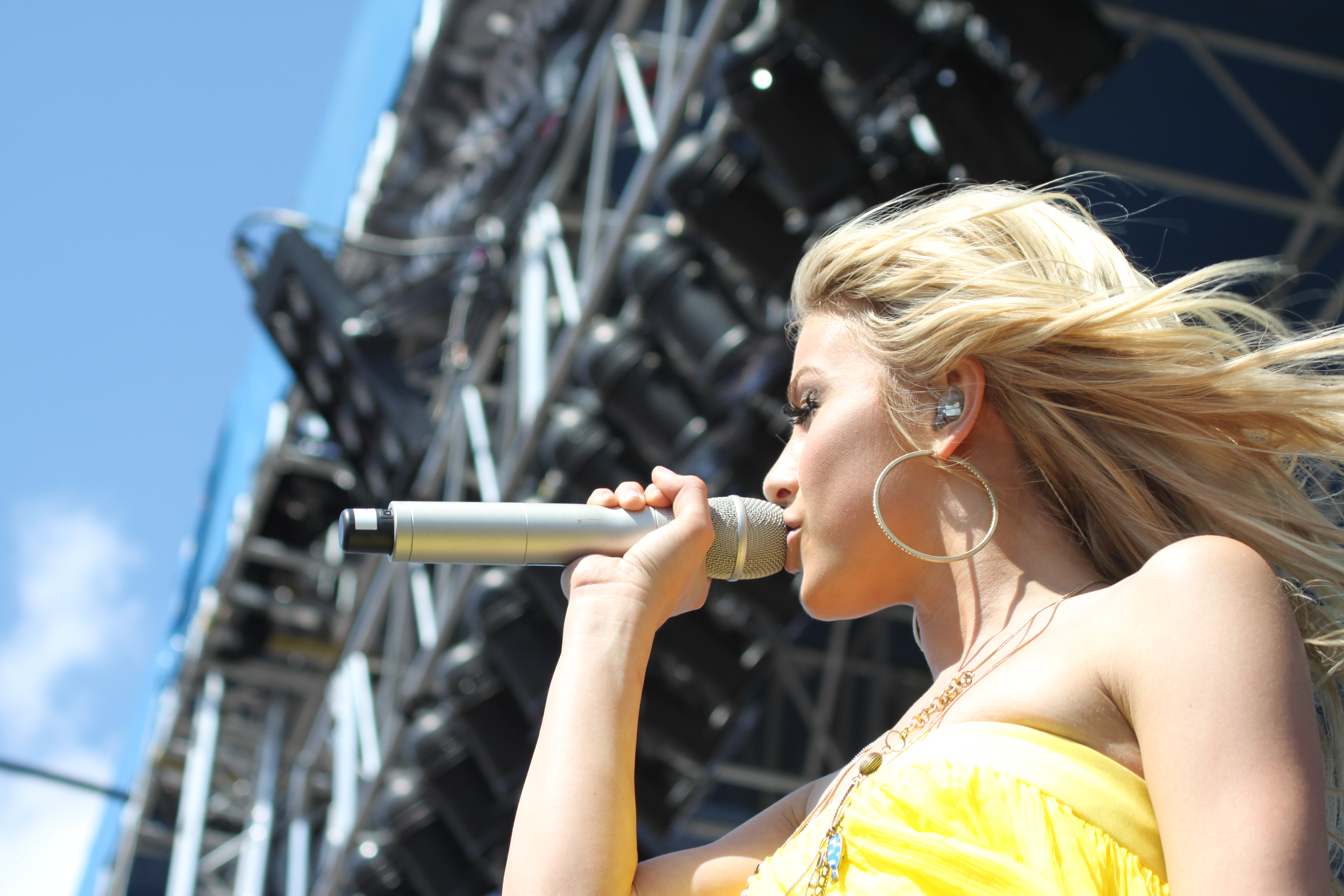
Hough cantando en el concierto Birthday Bash de 2009.

 En 2008, Hough se unió a la gira de Brad Paisley, junto con Jewel y Chuck Wicks. Hough, Paisley y Willie Nelson aparecieron en el video de la canción de Snoop Dogg «My Medicine». Hough apareció en un comercial de Juicy Fruit en el otoño de 2008, y lanzó un EP de música de Navidad llamado Sounds of the Season: The Julianne Hough Holiday Collection. Hough cantó su segundo sencillo del EP, «My Hallelujah Song», en Dancing With the Stars el 18 de noviembre de 2008, junto con su hermano Derek, Mark Ballas y Lacey Schwimmer como bailarines.
Hough, LeAnn Rimes, Jessica Simpson y Kellie Pickler anunciaron los nominados a la Academia de Música Country en febrero de 2009. Hough fue nominada para el premio a Mejor Nueva Vocalista, un galardón votado por los fanes, el cual ganó posteriormente. Hough ganó además el premio a Mejor Nuevo Artista en los 44.ª Premios de la Academia Anual de Música Country, el 5 de abril de 2009.
Hough no tuvo la oportunidad de escribir en su primer disco porque todo el proceso fue muy rápido. Para su próximo disco, aseguró que planeaba escribir más.
Hough lanzó un sencillo, «Is That So Wrong», en las radio country el 21 de junio de 2010. Fue pensado para ser el sencillo principal de su segundo álbum, Wildfire; sin embargo el álbum nunca fue lanzado.
En junio de 2012, Hough dijo a The Boot, programa de AOL, que su segundo álbum estaba «completamente hecho» y que ella estaba «realmente, realmente, esperando el disco». Sin embargo, también indicó que, debido al bajo rendimiento del sencillo y teniendo «mucho de impulso» en su carrera cinematográfica, no había planes reales de lanzar Wildfire. Aseguró también que tenía la intención de reanudar el enfoque en su carrera musical en algún momento, sin embargo, dijo: «Me siento como cuando tengo tiempo para concentrarme en ello, y cuando siento que es el momento adecuado, [volveré a] mi música».

### Actuación
El primer papel de actuación de Hough fue en Harry Potter y la piedra filosofal, la adaptación cinematográfica de la novela best seller de la autora británica J. K. Rowling. Apareció en un papel no acreditado como una «colegiala de Hogwarts». Hough aparece en el musical Burlesque, protagonizado por Cher y Christina Aguilera. En la película, que narra la historia de una chica de una pequeña ciudad (Aguilera) que encuentra el éxito en un club de burlesque de Los Ángeles, Hough interpreta a una bailarina llamada Georgia.
El primer papel protagonista de Hough fue el de Ariel Moore en la versión de 2011 de la película de Paramount Footloose, actuando junto a Kenny Wormald como Ren McCormack. La filmación comenzó en septiembre de 2010. La película fue lanzada el 14 de octubre de 2011. Más adelante, Hough interpretó el papel de Sherrie Christian en la adaptación cinematográfica de 2012 del musical de Broadway La era del rock, trabajando junto a Tom Cruise y Mary J. Blige. En 2012, filmó su papel protagonista junto a Josh Duhamel  en el drama romántico Safe Haven, basado en la novela del mismo nombre de Nicholas Sparks, que fue lanzada el 14 de febrero de 2013. Hough también protagonizó el drama de comedia Paradise como Lamb Mannerhelm, la cual fue estrenada el 18 de octubre de 2013. En dicha cinta actuó junto a Russell Brand.
HHough retrató el papel de Sandy Young para la presentación en vivo de Fox del musical Grease el 31 de enero de 2016.

## Apariciones televisivas
Julianne Hough y su hermano Derek presentaron The Wonderful World of Disney: Magical Holiday Celebration y The Disney Parks’ Magical Christmas Celebration en 2016, televisado por ABC en la noche del Día de acción de gracias (24 de noviembre) y el día de Navidad (25 de diciembre) de 2016. Los hermanos Hough presentaron actuaciones de Garth Brooks, Trisha Yearwood y Kelly Clarkson. Un álbum de Navidad complementario, Disney Channel Holiday Hits, fue lanzado el 18 de noviembre de 2016.

## Vida personal
Hough ha dicho que ya no es una mormona practicante, pero le da crédito a la fe por inculcarle un código moral.
Hough salió con el cantante country Chuck Wicks desde agosto de 2008 hasta noviembre de 2009; cuando los dos tuvieron una ruptura mutua, esto inspiró la canción de Hough «Is That So Wrong». Hough salió con Ryan Seacrest de abril de 2010 a marzo de 2013. En febrero de 2014, se reveló que había comenzado a salir con el jugador de hockey de la NHL Brooks Laich, de los Toronto Maple Leafs, antes en los Washington Capitals, en diciembre de 2013. La pareja anunció su compromiso el 18 de agosto de 2015. Se casaron el 8 de julio de 2017. El 1 de junio de 2020 la pareja anuncia su divorcio.
Hough generó controversia en octubre de 2013 cuando se puso una blackface como parte de un traje de Halloween que representa el personaje de Uzo Aduba, Suzanne "Crazy Eyes" Warren, de la serie de comedia-drama de Netflix Orange Is the New Black. Hough se disculpó más tarde, declarando en Twitter: «Me doy cuenta de que mi traje lastimó y ofendió a la gente y realmente me disculpo».

## Dancing with the Stars
| Temporada | Pareja            | Puesto | Promedio |
| --------- | ----------------- | ------ | -------- |
| 4         | Apolo Anton Ohno  | 1.º    | 27.53    |
| 5         | Hélio Castroneves | 1.º    | 27.13    |
| 6         | Adam Carolla      | 9.º    | 18.50    |
| 7         | Cody Linley       | 4.º    | 22.54    |
| 8         | Chuck Wicks       | 6.º    | 23.22    |

- Temporada 4 con Apolo Anton Ohno

| Semana        | Baile / Canción                         | Puntajes de los jueces | Puntajes de los jueces | Puntajes de los jueces | Resultado       |
| Semana        | Baile / Canción                         | C. I.                  | L. G.                  | B. T.                  | Resultado       |
| ------------- | --------------------------------------- | ---------------------- | ---------------------- | ---------------------- | --------------- |
| 1             | Chachachá / «Let's Hear It for the Boy» | 7                      | 7                      | 7                      | Sin eliminación |
| 2             | Quickstep / «Two Hearts»                | 8                      | 9                      | 9                      | Salvados        |
| 3             | Jive / «You Never Can Tell»             | 7                      | 8                      | 8                      | Salvados        |
| 4             | Vals / «If You Don't Know Me by Now»    | 9                      | 8                      | 9                      | Salvados        |
| 5             | Samba / «I Like to Move It»             | 10                     | 10                     | 10                     | Salvados        |
| 6             | Rumba / «Cool»                          | 9                      | 9                      | 10                     | Salvados        |
| 6             | Grupo de Swing / «Rock This Town»       | Sin puntos extras      | Sin puntos extras      | Sin puntos extras      | Salvados        |
| 7             | Foxtrot / «Steppin' Out with My Baby»   | 9                      | 8                      | 9                      | Salvados        |
| 7             | Mambo / «Dr. Beat»                      | 9                      | 9                      | 10                     | Salvados        |
| 8             | Tango / «Jessie's Girl»                 | 10                     | 8                      | 10                     | Salvados        |
| 8             | Pasodoble / «Carnaval de Paris»         | 10                     | 10                     | 10                     | Salvados        |
| 9 (Semifinal) | Quickstep / «Mr. Pinstripe Suit»        | 10                     | 10                     | 10                     | Dos últimos     |
| 9 (Semifinal) | Chachachá / «Push It»                   | 10                     | 9                      | 10                     | Dos últimos     |
| 10 (Final)    | Rumba / «Midnight Train to Georgia»     | 9                      | 9                      | 10                     | Ganadores       |
| 10 (Final)    | Freestyle / «Bust a Move»               | 10                     | 10                     | 10                     | Ganadores       |
| 10 (Final)    | Pasodoble / «Carnaval de Paris»         | 10                     | 10                     | 10                     | Ganadores       |

- Temporada 5 con Hélio Castroneves

| Semana        | Baile / Canción                            | Puntajes de los jueces | Puntajes de los jueces | Puntajes de los jueces | Resultado        |
| Semana        | Baile / Canción                            | C. I.                  | L. G.                  | B. T.                  | Resultado        |
| ------------- | ------------------------------------------ | ---------------------- | ---------------------- | ---------------------- | ---------------- |
| 1             | Foxtrot / «Bewitched theme»                | 8                      | 9                      | 8                      | Salvados         |
| 2             | Mambo / «Para Los Rumberos»                | 9                      | 9                      | 9                      | Salvados         |
| 3             | Jive / «Kids in America»                   | 8                      | 8                      | 8                      | Salvados         |
| 4             | Vals vienés / «Iris»                       | 9                      | 9                      | 9                      | Salvados         |
| 5             | Rumba / «Apologize»                        | 8                      | 7                      | 8                      | Salvados         |
| 6             | Chachachá / «Get Up Offa That Thing»       | 9                      | 10                     | 9                      | Salvados         |
| 6             | Grupo de Rock and roll / «Rockin' Robin»   | Sin puntos extras      | Sin puntos extras      | Sin puntos extras      | Salvados         |
| 7             | Tango / «Jean Genie»                       | 9                      | 8                      | 8                      | Salvados         |
| 7             | Samba / «Candela»                          | 9                      | 9                      | 9                      | Salvados         |
| 8             | Pasodoble / «Amparito Roco»                | 9                      | 9                      | 9                      | Salvados         |
| 8             | Quickstep / «Hey Pachuco»                  | 10                     | 10                     | 10                     | Salvados         |
| 9 (Semifinal) | Foxtrot / «Ain't That a Kick in the Head?» | 10                     | 10                     | 10                     | Últimos salvados |
| 9 (Semifinal) | Chachachá / «Love Rollercoaster»           | 10                     | 10                     | 10                     | Últimos salvados |
| 10 (Final)    | Jive / «Let's Twist Again»                 | 8                      | 8                      | 9                      | Ganadores        |
| 10 (Final)    | Freestyle / «Land of a Thousand Dances»    | 9                      | 10                     | 10                     | Ganadores        |
| 10 (Final)    | Quickstep / «Hey Pachuco»                  | 10                     | 10                     | 10                     | Ganadores        |

- Temporada 6 con Adam Carolla

| Semana | Baile / Canción                             | Puntajes de los jueces | Puntajes de los jueces | Puntajes de los jueces | Resultado       |
| Semana | Baile / Canción                             | C. I.                  | L. G.                  | B. T.                  | Resultado       |
| ------ | ------------------------------------------- | ---------------------- | ---------------------- | ---------------------- | --------------- |
| 1      | Foxtrot / «Mellow Yellow»                   | 5                      | 5                      | 5                      | Sin eliminación |
| 2      | Mambo / «House of Bamboo»                   | 6                      | 7                      | 6                      | Salvados        |
| 3      | Tango / «I Can't Tell a Waltz from a Tango» | 7                      | 7                      | 7                      | Salvados        |
| 4      | Pasodoble / «Plaza of Execution»            | 6                      | 7                      | 6                      | Eliminados      |

- Temporada 7 con Cody Linley

| 1 | Chachachá / «Tilt Ya Head Back»                     | 6                 | 6                 | 6                 | Salvados         |
| 1 | Quickstep / «I Want You to Want Me»                 | 8                 | 7                 | 8                 | Salvados         |
| 2 | Rumba / «Bleeding Love»                             | 7                 | 7                 | 7                 | Salvados         |
| 3 | Jive/ «Call Me the Breeze»                          | 7                 | 7                 | 7                 | Salvados         |
| 4 | Tango / «Bohemian Like You»                         | 7                 | 8                 | 8                 | Salvados         |
| 5 | Jitterbug / «Big Time Operator»                     | 10                | 9                 | 9                 | Salvados         |
| 6 | Samba / «Whine Up»                                  | 8                 | 81                | 7                 | Salvados         |
| 6 | Grupo de Hip-hop / «It Takes Two»                   | Sin puntos extras | Sin puntos extras | Sin puntos extras | Salvados         |
| 72 | Vals vienés / «Have You Ever Really Loved a Woman?» | 8                 | 7                 | 7                 | Últimos salvados |
| 72 | Chachachá en equipo / «Mercy»                       | 6                 | 7                 | 7                 | Últimos salvados |
| 82 | Foxtrot / «Call Me Irresponsible»                   | 8                 | 8                 | 8                 | Últimos salvados |
| 82 | Mambo / «My Way»                                    | 8                 | 8                 | 8                 | Últimos salvados |
| 9 (Semifinal) | Pasodoble / «Le Disko»                              | 8                 | 7                 | 7                 | Eliminados       |
| 9 (Semifinal) | Salsa / «Juventud del Presente»                     | 8                 | 8                 | 8                 | Eliminados       |
| 1Puntaje dado por el juez invitado Michael Flatley en lugar de Goodman. 2Debido a una lesión, Edyta Śliwińska reemplazó a Hough. |                                                     |                   |                   |                   |                  |

- Temporada 8 con Chuck Wicks

| Semana | Baile / Canción                                      | Puntajes de los jueces | Puntajes de los jueces | Puntajes de los jueces | Resultado       |
| Semana | Baile / Canción                                      | C. I.                  | L. G.                  | B. T.                  | Resultado       |
| ------ | ---------------------------------------------------- | ---------------------- | ---------------------- | ---------------------- | --------------- |
| 1      | Vals / «Are You Lonesome Tonight?»                   | 6                      | 7                      | 7                      | Sin eliminación |
| 2      | Salsa / «Say Hey (I Love You)»                       | 6                      | 7                      | 7                      | Salvados        |
| 3      | Foxtrot / «All I Want To Do»                         | 8                      | 7                      | 8                      | Salvados        |
| 4      | Lindy Hop / «Summertime Blues»                       | 8                      | 7                      | 7                      | Salvados        |
| 5      | Vals vienés / «Feels Like Today»                     | 7                      | 8                      | 8                      | Salvados        |
| 6      | Rumba / «She Will Be Loved»                          | 8                      | 7                      | 8                      | Salvados        |
| 7      | Samba / «Balla, Balla»                               | 9                      | 9                      | 9                      | Salvados        |
| 7      | Grupo de Swing / «The Clapping Song»                 | Sin puntos extras      | Sin puntos extras      | Sin puntos extras      | Salvados        |
| 8      | Chachachá / «Outta Love»                             | 9                      | 9                      | 8                      | Eliminados      |
| 8      | Mambo en equipo / «Single Ladies (Put a Ring on It)» | 8                      | 8                      | 9                      | Eliminados      |

## Discografía

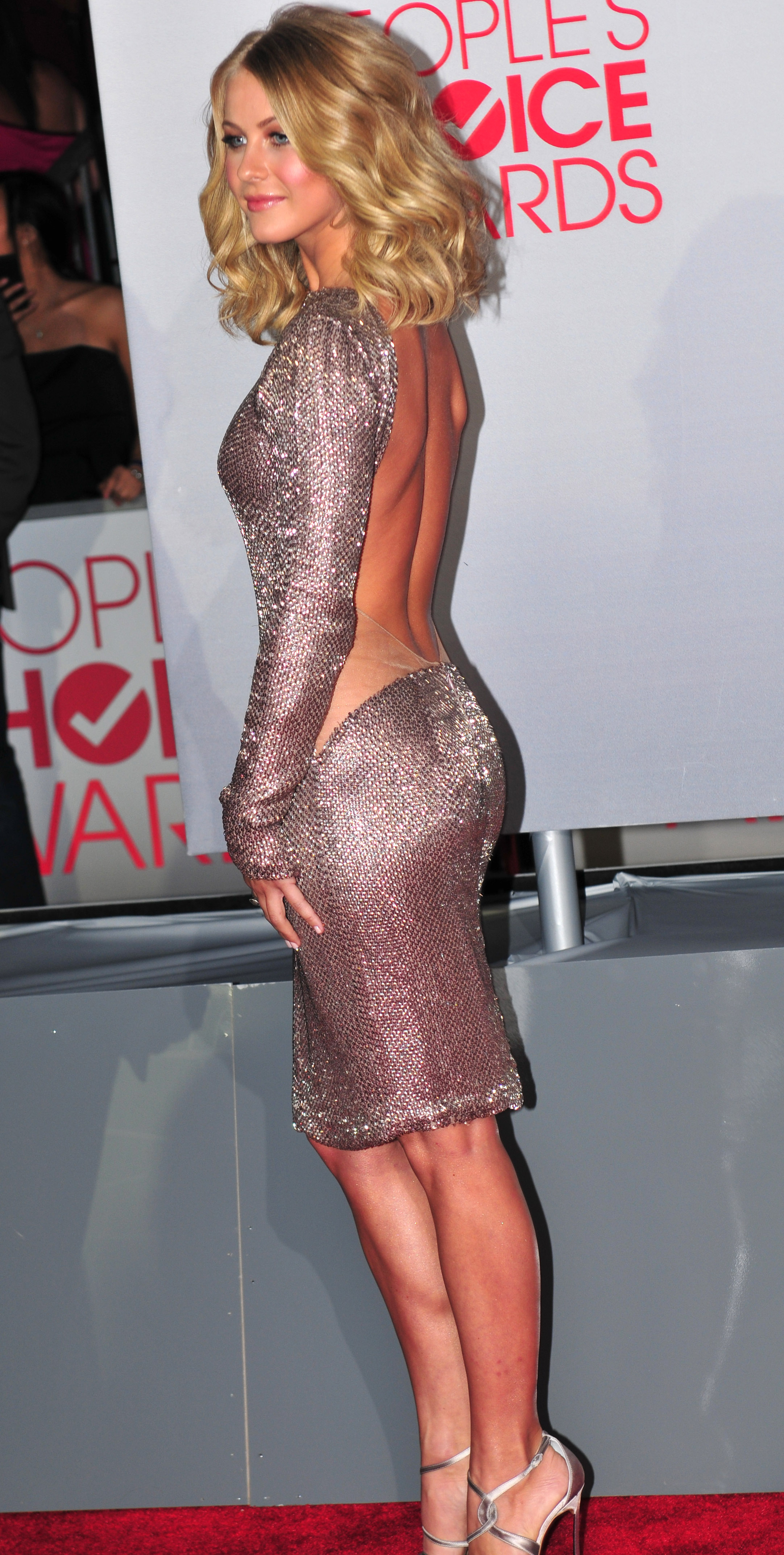
Hough en la edición 38 de los People's Choice Awards, el 11 de enero de 2012.

### Álbumes / EP
| Título                                                           | Detalles del álbum                                                              | Posición más alta | Posición más alta | Posición más alta |
| Título                                                           | Detalles del álbum                                                              | EUA Country       | EUA               | EUA Holiday       |
| ---------------------------------------------------------------- | ------------------------------------------------------------------------------- | ----------------- | ----------------- | ----------------- |
| Julianne Hough                                                   | - Fecha de lanzamiento: 20 de mayo de 2008 - Discográfica: Mercury Nashville    | 1                 | 3                 | —                 |
| Sounds of the Season: The Julianne Hough Holiday Collection (EP) | - Fecha de lanzamiento: 12 de octubre de 2008 - Discográfica: Mercury Nashville | 2                 | 24                | 2                 |

### Sencillos
| Año                                           | Sencillo                 | Posición más alta | Posición más alta | Posición más alta | Álbum              |
| Año                                           | Sencillo                 | EUA Country       | EUA               | EUA Pop           | Álbum              |
| --------------------------------------------- | ------------------------ | ----------------- | ----------------- | ----------------- | ------------------ |
| 2007                                          | «Will You Dance With Me» | —                 | 114               | 100               | Canción sin álbum  |
| 2008                                          | «That Song in My Head»   | 18                | 88                | 84                | Julianne Hough     |
| 2008                                          | «My Hallelujah Song»     | 44                | —                 | —                 | Julianne Hough     |
| 2010                                          | «Is That So Wrong»       | —                 | —                 | —                 | Wildfire (inédito) |
| "—" Denota que los lanzamientos no gráficaron |                          |                   |                   |                   |                    |

### Artista invitada
| Año  | Sencillo                        | Artista(s)         | Posición más alta | Posición más alta | Posición más alta | Posición más alta | Posición más alta | Posición más alta | Posición más alta | Álbum             |
| Año  | Sencillo                        | Artista(s)         | EUA               | CAN               | NOR               | IRL               | NZL               | SUE               | ESP               | Álbum             |
| ---- | ------------------------------- | ------------------ | ----------------- | ----------------- | ----------------- | ----------------- | ----------------- | ----------------- | ----------------- | ----------------- |
| 2010 | «We Are the World 25 for Haiti» | Artistas por Haití | 2                 | 7                 | 1                 | 9                 | 8                 | 5                 | 15                | Canción sin álbum |

### Apariciones en bandas sonoras
| Título                                         | Detalles del álbum                                                             | Posición más alta |
| Título                                         | Detalles del álbum                                                             | EUA               |
| ---------------------------------------------- | ------------------------------------------------------------------------------ | ----------------- |
| Rock of Ages                                   | - Fecha de lanzamiento: 5 de junio de 2012 - Discográfica: WaterTower Music    | 5                 |
| Grease Live! (Music from the Television Event) | - Fecha de lanzamiento: 31 de enero de 2016 - Discográfica: Paramount Pictures | 37                |

### Vídeos musicales
| Año  | Vídeo                           | Director      |
| ---- | ------------------------------- | ------------- |
| 2008 | «That Song in My Head»          | Trey Fanjoy   |
| 2008 | «My Hallelujah Song»            | Wayne Isham   |
| 2010 | «We Are the World 25 for Haiti» | Paul Haggis   |
| 2010 | «Is That So Wrong»              | Adam Shankman |

## Filmografía

### Cine
| Año  | Título                             | Papel                         | Notas         |
| ---- | ---------------------------------- | ----------------------------- | ------------- |
| 2001 | Harry Potter y la piedra filosofal | Colegiala de Hogwarts (extra) | Sin acreditar |
| 2010 | Burlesque                          | Georgia                       |               |
| 2011 | Footloose                          | Ariel Moore                   |               |
| 2012 | La era del rock                    | Sherrie Christian             |               |
| 2013 | Safe Haven                         | Katie Feldman / Erin Tierney  |               |
| 2013 | Paradise                           | Lamb Mannerhelm               |               |
| 2015 | Curve                              | Mallory Rutledge              |               |
| 2016 | Dirty Grandpa                      | Meredith Goldstein            |               |
| 2018 | Bigger                             | Betty Brosmer                 |               |

### Televisión
| Año           | Título                          | Papel                                               | Notas                                                                  |
| ------------- | ------------------------------- | --------------------------------------------------- | ---------------------------------------------------------------------- |
| 2007-presente | Dancing with the Stars          | Bailarina / coreógrafa / bailarina invitada / jueza | Temporadas 4–8 Temporadas 13, 14, 17, 18 Temporadas 19–21 Temporada 23 |
| 2011          | Keeping Up with the Kardashians | Ella misma                                          | Episodio: «Kim's Fairytale Wedding: A Kardashian Event – Part 2»       |
| 2012          | Punk'd                          | Ella misma                                          | Episodio: «Kellan Lutz»                                                |
| 2014          | Nashville                       | Ella misma                                          | Episodio: «I'm Coming Home to You»                                     |
| 2015          | Lip Sync Battle                 | Ella misma                                          | Episodio: «Julianne Hough vs Derek Hough»                              |
| 2016          | Grease: Live                    | Sandy                                               | Rol principal                                                          |
| 2016          | Running Wild with Bear Grylls   | Ella misma                                          | Temporada 3, episodio 2                                                |
| 2016          | Speechless                      | Miss Bloom                                          | Episodio: «C-h-o-Choir»                                                |
| 2016          | Miss USA 2016                   | Copresentadora                                      |                                                                        |
| 2017          | Miss USA 2017                   | Presentadora                                        |                                                                        |
| 2019          | America's Got Talent            | Ella misma (juez)                                   | Temporada 14                                                           |

## Premios y nominaciones
| Año  | Asociación             | Categoría                            | Trabajo nominado                                            | Resultado | Ref.   |
| ---- | ---------------------- | ------------------------------------ | ----------------------------------------------------------- | --------- | ------ |
| 2008 | Premios Primetime Emmy | Mejor coreografía                    | Dancing with the Stars                                      | Nominada  | [ 64 ] |
| 2009 | Premios Primetime Emmy | Mejor coreografía                    | Dancing with the Stars (con Derek Hough)                    | Nominada  | [ 64 ] |
| 2011 | ShoWest                | Estrella en ascenso femenina de 2011 | N/A                                                         | Ganadora  | [ 64 ] |
| 2012 | Teen Choice Awards     | Película Elegida: Breakout           | Rock of Ages                                                | Nominada  | [ 64 ] |
| 2015 | Premios Primetime Emmy | Mejor coreografía (empate)           | Dancing with the Stars (con Derek Hough y Tessandra Chavez) | Ganadora  | [ 65 ] |